# Manolito Gafotas (serie de televisión)
Manolito Gafotas es una serie de televisión cómica española emitida en 2004 por Antena 3 y basada en la serie de novelas homónima escritas por Elvira Lindo.
Fue una serie corta y rápidamente cancelada, debido a sus ínfimos datos de audiencia.

## Argumento
La serie narra las peripecias y travesuras de Manolito, un niño que vive con sus padres, Manolo y Catalina, su abuelo Nicolás y su hermano pequeño Nicolasín, al que llama El Imbécil, en el barrio madrileño de Carabanchel Alto.

## Reparto
La familia García Moreno:
- Christopher Torres ... Manolito García Moreno
- Adriana Ozores ... Catalina Moreno
- Antonio Gamero ... Nicolás, Es el abuelo de Manolito.
- Aitor Mazo ... Manolo García. Padre de Manolito. De profesión camionero, por lo que pasa poco tiempo en casa.
- Jonathan y Adrián Alcalá ... Nicolasín, el imbécil. Es el hermano pequeño de Manolito.

Otros personajes:
- Manuel Manquiña ... Bernabé
- Vicky Peña ... Luisa
- Cesáreo Estébanez...Ezequiel
- David Castillo ... Yihad
- Alejandro Menéndez ...Orejones López
- Lucía de la Fuente ... Susana Bragas Sucias
- Gloria Muñoz ... Sita Asunción
- Eloi Yebra ... Delfín

Como curiosidad, Gloria Muñoz, Antonio Gamero y Adriana Ozores habían participado anteriormente en la película Manolito Gafotas, interpretando los mismos personajes que interpretaron en la serie de televisión.

## Episodios y audiencias
| Temporada | Temporada | Episodios | Estreno            | Final              | Audiencia media | Audiencia media | Audiencia media |
| Temporada | Temporada | Episodios | Estreno            | Final              | Espectadores    | Cuota           |                 |
| --------- | --------- | --------- | ------------------ | ------------------ | --------------- | --------------- | --------------- |
|           | 1         | 13        | 4 de enero de 2004 | 4 de abril de 2004 | 3 815 000       | 20,8%           |                 |

## Temporada 1
| Capítulo | Nombre                                  | Fecha de emisión              | Espectadores | Share |
| -------- | --------------------------------------- | ----------------------------- | ------------ | ----- |
| 1        | Una noche mágica                        | Domingo 4 de enero de 2004    | 4.887.000    | 29'0% |
| 2        | Paquito Medina no es de este mundo      | Domingo 11 de enero de 2004   | 3.833.000    | 20'8% |
| 3        | La guerra de los sexos                  | Domingo 18 de enero de 2004   | 3.784.000    | 20'0% |
| 4        | El arte de la colleja                   | Domingo 25 de enero de 2004   | 4.067.000    | 21'9% |
| 5        | Una terrible sospecha                   | Domingo 1 de febrero de 2004  | 4.223.000    | 22'6% |
| 6        | Mis problemas con las mujeres           | Domingo 8 de febrero de 2004  | 4.161.000    | 22'3% |
| 7        | El esquirol                             | Domingo 15 de febrero de 2004 | 3.514.000    | 19'3% |
| 8        | Inseguridad bastante ciudadana          | Domingo 22 de febrero de 2004 | 3.906.000    | 20'9% |
| 9        | Si tu me besas, yo te beso              | Domingo 29 de febrero de 2004 | 3.656.000    | 18'9% |
| 10       | La semana del Japón                     | Domingo 7 de marzo de 2004    | 3.727.000    | 19'9% |
| 11       | El bueno, el feo, el malo... y Orejones | Domingo 21 de marzo de 2004   | 3.345.000    | 18'3% |
| 12       | Yihad for President                     | Domingo 28 de marzo de 2004   | 3.664.000    | 19'6% |
| 13       | Una noche espeluznante                  | Domingo 4 de abril de 2004    | 2.831.000    | 17'4% |

### Final
Pese a un primer capítulo exitoso, la serie terminó cosechando audiencias discretas en comparación con las demás series en antena, y la tendencia era decreciente, por lo que se decidió no dar continuación a la serie.

## Adaptaciones cinematográficas
- Manolito Gafotas (1999), primera película, dirigida por Miguel Albaladejo.
- Manolito Gafotas en ¡Mola ser jefe! (2001), segunda película, dirigida por Juan Potau.

- Datos: Q5991635